# Kralice na Hané
Kralice na Hané település Csehországban, a Prostějovi járásban. Lakosainak száma 1690 fő (2024. január 1.).

## Fekvése
Kralice na Hané Biskupice, Vrbátky, Hrdibořice, Čehovice, Hrubčice, Prostějov és Bedihošť településekkel határos.

## Népesség
A település lakosságának változását az alábbi diagram mutatja:
| Lakosok száma | 1221 | 1359 | 1434 | 1457 | 1402 | 1452 | 1555 | 1689 | 1657 | 1690 |
|               | 1869 | 1900 | 1921 | 1961 | 1980 | 2011 | 2016 | 2019 | 2021 | 2024 |